# Pukhanszan
A Pukhanszan (hangul: 북한산, handzsa: 北漢山, RR: Bukhansan) Szöul négy külső hegyének egyike, az egykori erődfalon kívül, a város határán található, egy része közigazgatásilag már Kjonggi (Gyeonggi) tartomány része. Három legmagasabb csúcsa a Pegunde (Baegundae) (백운대, 白雲臺, 836,5 m), az Inszubong (Insubong) (인수봉, 人壽峰, 810,5 m) és a Mangjongde (Mangyeongdae) (만경대, 萬鏡臺, 787 m). A hegy a Pukhanszan (Bukhansan) Nemzeti Park része, nevének jelentése „nagy északi hegy”, nevezik még Szamgakszan (Samgaksan)nak is.